# 武黒一郎
武黒 一郎（たけくろ いちろう、1946年3月13日 - ）は、日本の実業家。東京電力副社長を経て、国際原子力開発株式会社代表取締役社長。

## 経歴
- 東京都出身
- 1969年5月 東京大学工学部舶用機械工学科卒業
- 1969年6月 東京電力株式会社入社
- 1987年7月 原子力発電部原子力発電課長
- 1990年10月 ロンドン事務所(副部長待遇)
- 1991年4月 ロンドン事務所副所長
- 1994年7月 原子力研究所軽水炉研究室長 兼 主席研究員
- 1996年7月 柏崎刈羽原子力発電所副所長
- 1997年6月 原子力管理部長
- 2000年6月 原子力計画部長
- 2001年6月 取締役柏崎刈羽原子力発電所長
- 2004年6月 常務取締役原子力・立地本部副本部長 兼 技術開発本部副本部長
- 2005年6月 常務取締役原子力・立地本部長
- 2008年6月 取締役副社長原子力・立地本部長
- 2010年6月 フェロー（副社長待遇。2012年3月末まで[1]）
- 2010年10月 国際原子力開発株式会社代表取締役社長[2][3]

## 人物
2011年3月11日に発生した東日本大震災に伴う福島第一原子力発電所事故において、東京電力の代表として官邸にいて連絡役を務めた。この際メルトダウン事故を防ぐために海水投入を実行した当時の吉田昌郎所長に対し、電話で中止するように要請し、「おまえ、うるせえ。官邸が、もうグジグジ言ってんだよ」などの発言を行った。
原発事故後には旧経営陣の1人として業務上過失致死傷罪で告発されたが、東京地検により不起訴とされ、検察審査会が起訴を議決し、強制起訴された。
福島第一原発の事故をめぐり、全国の1万人超が東電幹部や政府関係者を業務上過失致死傷などの容疑で東京地検・福島地検などに告訴・告発し、事件を移管された東京地検は2013年9月、全員42人を不起訴処分としたが、10月、告訴団は不起訴処分を不服として東電元幹部6人を検察審査会に審査申立てし、2014年7月、東京第五検察審査会は、武黒一郎元副社長ら3人を「起訴相当」と議決し、2015年1月、再捜査した東京地検は再び不起訴処分とし、7月、検察審査会はふたたび、3人を起訴すべきだと議決し、2016年2月、検察官役の指定弁護士が3人を業務上過失致死傷罪で強制起訴し、2019年9月、東京地裁（永渕健一裁判長）は3人全員に無罪判決を言い渡した。指定弁護士は判決を不服として控訴したが、2023年1月、東京高裁（細田啓介裁判長）は1審判決を支持し控訴を棄却した。指定弁護士は判決を不服として上告した。2025年3月、最高裁第2小法廷（岡村和美裁判長）は「事故の予見可能性はなかった」として、指定弁護士側の上告を棄却した。指定弁護士が期限内に異議を申し立てなかったため、同月11日に無罪判決が確定した。

## 論文・著作
- 武黒一郎「炉内構造物の保全対策 (特集 原子力発電の安定運転と安全確保対策)」『エネルギー』第31巻第6号、日工フォーラム社、1998年6月、24-27頁、ISSN 02855437、NAID 40000255878。
- 武黒一郎「電力の原子力比率50%の可能性に関する意見」『エネルギー政策研究 特別号』第6号、エネルギー政策研究所、2009年6月、16-19頁、NAID 40017034654。
- 武黒一郎, 近藤吉明「「柏崎刈羽で得られた貴重な経験と知見を確実に生かしていく」:東京電力㈱副社長 武黒一郎氏に聞く」『日本原子力学会誌ATOMOΣ』第52巻第5号、日本原子力学会、2010年、269-273頁、doi:10.3327/jaesjb.52.5_269、ISSN 1882-2606、NAID 130007703572。
- 武黒一郎「まずはベトナムでの受注をめざす--武黒一郎・国際原子力開発社長が宣言 ([時評]創刊50周年特別連載企画 核燃料サイクル元年 エネルギー国産への道(第11回)廃止措置--安全に解体撤去し、跡地を有効利用)」『時評』第52巻第11号、時評社、2010年11月、165-167頁、NAID 40017361663。